# رئاسة جون آدامز
بدأت رئاسة جون آدامز في 4 مارس 1797 وذلك عندما نُصب ثاني رئيسٍ للولايات المتحدة، وانتهت فترة رئاسته في 4 مارس 1801. تولى آدامز، الذي شغل منصب نائب الرئيس في عهد جورج واشنطن، مهامه رئيسًا بعد فوزه في الانتخابات الرئاسية عام 1796. يُعد العضو الوحيد من الحزب الفدرالي الذي شغل منصب الرئيس، انتهت رئاسته بعد فترة ولاية واحدة إثر هزيمته في الانتخابات الرئاسية لعام 1800. خلفه توماس جيفرسون من الحزب الديمقراطي الجمهوري.
عندما تولى آدامز منصبه، كانت الحرب الجارية بين فرنسا وبريطانيا العظمى تتسبب بصعوبات كبيرة للتجار الأمريكيين في عرض البحار وأثارت على الصعيد الوطني تعصبًا حزبيًا شديدًا بين الفصائل السياسية المتنافسة. أسفرت محاولات التفاوض مع الفرنسيين عن قضية إكس واي زد، التي طالب فيها المسؤولون الفرنسيون برشاوى قبل الموافقة على بدء المفاوضات. أغضبت قضية إكس واي زد الرأي العام الأمريكي، وانخرطت الولايات المتحدة مع فرنسا في نزاع بحري غير معلن عُرف باسم شبه الحرب، سيطر على الفترة المتبقية من رئاسة آدامز. توسع نطاق الجيش والبحرية تحت إشراف آدامز، وحققت البحرية العديد من النجاحات في شبه الحرب.
تطلبت النفقات المتزايدة المقترنة بهذه الإجراءات إيرادات فيدرالية أكبر، وأقر الكونغرس الضريبة المباشرة لعام 1798. أثارت الحرب والضرائب المصاحبة لها اضطرابات محلية، مما أسفر عن وقوع حوادث مثل تمرد فريز. في مواجهة هذه الاضطرابات، الخارجية والمحلية على حد سواء، أقر الكونغرس الخامس أربعة مشاريع قوانين، عُرفت مجتمعة باسم قوانين الأجانب والتحريض. جعلت هذه القوانين، التي وقعها الرئيس، من الصعب على المهاجرين أخذ الجنسية الأمريكية، وسمحت للرئيس بسجن وترحيل الأجانب ممن اعتُبر خطِرًا أو من دولة معادية، وجرمت الإدلاء بتصريحات كاذبة تنتقد الحكومة الفيدرالية. رأت الأغلبية الفيدرالية بأن مشاريع القوانين هذه عززت الأمن القومي في وقت النزاع، في حين انتقد الجمهوريون الديمقراطيون القوانين بشدة.
ساهمت معارضة شبه الحرب وقوانين الأجانب والتحريض، بالإضافة إلى المنافسة الدائرة داخل الحزب بين آدامز وألكسندر هاملتون، في خسارة آدامز أمام جيفرسون في انتخابات عام 1800. يجد المؤرخون صعوبة في تقييم رئاسة آدامز. كتب صمويل إليوت موريسون بأن آدامز «لم يكن منسجمًا بطبيعته مع الرئاسة. لقد عرف عن العلوم السياسية أكثر من أي أمريكي آخر، حتى أكثر من جيمس ماديسون؛ ولكنه كان مضطربًا كحاكمٍ». ومع ذلك، تمكن آدامز من تجنب الحرب مع فرنسا، بحجة أن الحرب يجب أن تكون الملاذ الأخير بعد المساعي الدبلوماسية. بهذه الحجة، أكسب الأمة احترام أقوى خصومها. رغم تعرض آدامز لانتقادات شديدة بسبب توقيعه على قوانين الأجانب والتحريض، إلا أنه لم ينادي بإقرارها أبدًا ولم يطبقها شخصيًا، وقد أصدر عفوًا عن المحرضين على تمرد فريز. يرى المؤرخ سي. جيمس تايلور أن «إرث آدامز، في ضوء ذلك، هو إرث الحكمة والقيادة الأخلاقية وسيادة القانون والرحمة والسياسة الخارجية الحذرة لكن الفعالة التي تهدف إلى تحقيق المصلحة الوطنية وإحلال سلامٍ مشرف».

## انتخابات عام 1796
كانت انتخابات عام 1796 أول انتخابات رئاسية أمريكية تنافسية. كان جورج واشنطن قد انُتخب بالإجماع في أول انتخابين رئاسيين. ومع ذلك، خلال فترة رئاسته، ظهرت اختلافات فلسفية عميقة بين الشخصيتين القياديتين في الإدارة – ألكسندر هاملتون وتوماس جيفرسون. تسببت رؤاهم المتنافسة حول السياسة الداخلية والخارجية في حدوث انشقاق داخل الإدارة، مما أدى إلى تأسيس الحزب الفدرالي والحزب الديمقراطي الجمهوري. أشعل إعلان واشنطن بعدم ترشحه لولاية ثالثة، صراعًا حزبيًا شديدًا على الرئاسة.
| مجموع الأصوات الانتخابية لعام 1796 |                     |         |
| الاسم                              | الحزب               | الأصوات |
| جون آدمز                           | الفدرالي            | 71      |
| توماس جيفرسون                      | الديمقراطي الجمهوري | 68      |
| توماس بينكني                       | الفدرالي            | 59      |
| آرون بور                           | الديمقراطي الجمهوري | 30      |
| صامويل آدمز                        | الديمقراطي الجمهوري | 15      |
| أوليفر إلسوورث                     | الديمقراطي الجمهوري | 11      |
| جورج كلينتون                       | الديمقراطي الجمهوري | 7       |
| جون جاي                            | الفدرالي            | 5       |
| جيمس إيردل                         | الفدرالي            | 3       |
| جون هنري                           | الديمقراطي الجمهوري | 2       |
| صامويل جونسون                      | الفدرالي            | 2       |
| جورج واشنطن                        | مستقل               | 2       |
| سي. سي. بينكني                     | الفدرالي            | 1       |

مثل الانتخابين الرئاسيين السابقين، لم يوضع أي مرشح أمام الناخبين مباشرة في عام 1796. وبدلًا من ذلك، نص الدستور على اختيار كل ولاية لناخبين رئاسيين، ويُنتخب الرئيس حسب تصويتهم. نظرًا لأن الانتخابات عُقدت قبل إقرار التعديل الثاني عشر، فقد أدلى كل ناخب رئاسي بصوتين للرئيس، ولو أنه لم يكن مسموحًا لهم بالتصويت مرتين لنفس الشخص. نص الدستور على أن الشخص الذي يحصل على أكبر عدد من الأصوات يصبح رئيسًا، بشرط حصده لغالبية أصوات الناخبين، في حين يصبح الشخص الحاصل على ثاني أكبر عدد من الأصوات نائبًا للرئيس. اختار المصوتون الناخبين الرئاسيين في سبع ولايات. أما في الولايات التسع المتبقية، فقد اختارتهم الهيئة التشريعية لكل ولاية.
كان نائب الرئيس جون آدامز وهاملتون يأملان في قيادة الحزب الفدرالي، لكن الكثيرين اعتبروا نائب الرئيس آدامز «وليًا لعهد» واشنطن، وقد وحد الدعم بين ناخبي حزبه. كان توماس جيفرسون المرشح الأقوى للديمقراطيين الجمهوريين، رغم أنه كان مترددًا في الترشح. عقد الجمهوريون الديمقراطيون في الكونغرس اجتماعًا خاصًا للترشيح ووقع اختيارهم على جيفرسون وأرون بور لخوض السباق الرئاسي. رفض جيفرسون في البداية الترشيح، لكنه وافق أخيرًا بعد بضعة أسابيع. أجرى أعضاء الكونغرس الفيدراليين مؤتمر ترشيح غير رسمي واختاروا آدامز وتوماس بينكني مرشحيَن للرئاسة. كانت الحملة، في معظمها، غير منظمة ومشتتة ومقتصرة على حملات الصحف والمنشورات والتجمعات السياسية. هاجم الفيدراليون جيفرسون بوصفه فرانكوفيلي وملحد، في حين اتهم الجمهوريون الديمقراطيون آدامز بوصفه أنجلوفيلي ومناصر للملكيّة.
في أوائل نوفمبر، دخل سفير فرنسا لدى الولايات المتحدة، بيير أديت، في النقاش السياسي نيابة عن جيفرسون، ناشرًا تصريحات معدة لإثارة المشاعر المعادية لبريطانيا وترك الانطباع بأن فوز جيفرسون سيؤدي إلى تحسين العلاقات مع فرنسا. في هذه الأثناء، ناور هاملتون، الذي كان يرغب «برئيس أكثر مرونة من آدامز»، لترجيح كفة الانتخابات لصالح بينكني. أجبر الناخبين الفيدراليين في كارولينا الجنوبية، ممن تعهد منهم بالتصويت لبينكني «الابن المفضل»، على توزيع صوتهم الثاني بين المرشحين باستثناء آدامز. أُلغي مخطط هاملتون، ومع ذلك، عندما سمع العديد من ناخبي ولاية نيو إنجلاند به، تشاوروا، واتفقوا على عدم التصويت لبينكني.
فُرزت أصوات 138 عضوًا من الهيئة الانتخابية خلال جلسة مشتركة للكونغرس في 8 فبراير 1797؛ وكان الفائزون الثلاثة الأوائل في التصويت: آدامز 71 صوتًا، وجيفرسون 69 صوتًا، وبينكني 59. توزع رصيد الأصوات بين بور وتسعة مرشحين آخرين. جاءت جميع أصوات آدمز تقريبًا من الناخبين الشماليين، وجاءت جميع أصوات جيفرسون تقريبًا من الناخبين الجنوبيين. بكونه رئيس مجلس الشيوخ، كان على آدامز إعلان نفسه رئيسًا منتخبًا وإعلان منافسه الرئيسي، جيفرسون، نائبًا للرئيس المنتخب. بعد أسبوع ألقى خطبة وداع مؤثرة للمجلس الذي ترأس مناقشاته لمدة ثماني سنوات. ظهر نظام الحزبين الأمريكي إلى حيز الوجود خلال الفترة التي سبقت انتخابات عام 1769 – وهي الانتخابات الوحيدة حتى الآن التي انتُخب فيها رئيس ونائب رئيس من الحزبين المتنافسين. في تلك المرحلة أيضًا، بدأ التنافس بين نيو إنجلاند والجنوب بالظهور، مع احتفاظ الولايات الوسطى بتوازن القوى.